# Kirby Bellars

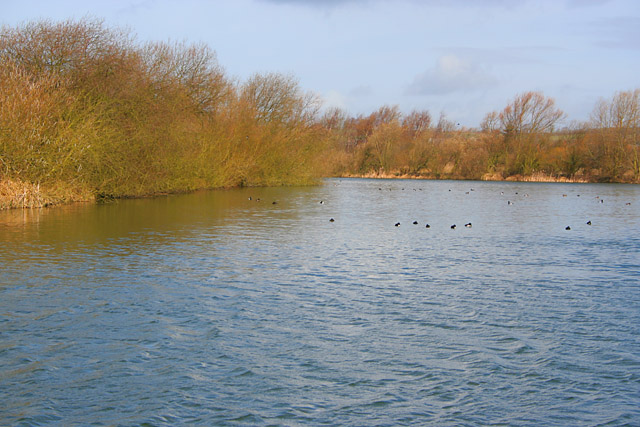
Priory Lakes

Kirby Bellars – wieś w Anglii, w hrabstwie Leicestershire, w dystrykcie Melton. Leży 19 km na północny wschód od miasta Leicester i 149 km na północ od Londynu.